# 前755年
| 千纪： | 前1千纪 |
| 世纪： | 前9世纪 \| 前8世纪 \| 前7世纪 |
| 年代： | 前780年代 \| 前770年代 \| 前760年代 \| 前750年代 \| 前740年代 \| 前730年代 \| 前720年代 |
| 年份： | 前760年 \| 前759年 \| 前758年 \| 前757年 \| 前756年 \| 前755年 \| 前754年 \| 前753年 \| 前752年 \| 前751年 \| 前750年                                                                                        |
| 纪年： | 丙戌年（狗年）；周平王十六年；周攜王十六年；魯惠公十四年；齊莊公四十年；晉文侯二十六年；秦文公十一年；楚霄敖三年；宋武公十一年；衛莊公三年；陳平公二十三年；蔡戴侯五年；曹桓公二年；鄭武公十六年；燕鄭侯十年 |

## 逝世
- 陳平公，陳國國君。[1]